# Râul Chipeșii
Râul Chipeșii este un curs de apă, afluent al râului Gârbova. 